# Provannidae
Provannidae zijn een familie van weekdieren uit de klasse van de Gastropoda (slakken).

## Taxonomie
De volgende geslachten zijn bij de familie ingedeeld:
- Alviniconcha Okutani & Ohta, 1988
- Cordesia Warén & Bouchet, 2009
- Desbruyeresia Warén & Bouchet, 1993
- Ifremeria Bouchet & Warén, 1991
  - = Olgaconcha L. Beck, 1991
- Provanna Dall, 1918